# Denis Yongule
Denis Yongule (3 giugno 1998) è un calciatore sudsudanese, centrocampista del Nunawading City.

## Carriera

### Club
Ha giocato nelle serie minori dei campionati australiano e maltese.

### Nazionale
Nel 2019 ha esordito in nazionale.

## Statistiche

### Cronologia presenze e reti in nazionale
| Cronologia completa delle presenze e delle reti in nazionale ― Sudan del Sud | Cronologia completa delle presenze e delle reti in nazionale ― Sudan del Sud | Cronologia completa delle presenze e delle reti in nazionale ― Sudan del Sud | Cronologia completa delle presenze e delle reti in nazionale ― Sudan del Sud | Cronologia completa delle presenze e delle reti in nazionale ― Sudan del Sud | Cronologia completa delle presenze e delle reti in nazionale ― Sudan del Sud | Cronologia completa delle presenze e delle reti in nazionale ― Sudan del Sud | Cronologia completa delle presenze e delle reti in nazionale ― Sudan del Sud |
| Data                                                                         | Città                                                                        | In casa                                                                      | Risultato                                                                    | Ospiti                                                                       | Competizione                                                                 | Reti                                                                         | Note                                                                         |
| ---------------------------------------------------------------------------- | ---------------------------------------------------------------------------- | ---------------------------------------------------------------------------- | ---------------------------------------------------------------------------- | ---------------------------------------------------------------------------- | ---------------------------------------------------------------------------- | ---------------------------------------------------------------------------- | ---------------------------------------------------------------------------- |
| 4-9-2019                                                                     | Omdurman                                                                     | Sudan del Sud                                                                | 1 – 1                                                                        | Guinea Equatoriale                                                           | Qual. Mondiali 2022                                                          | -                                                                            | 44’                                                                          |
| 8-9-2019                                                                     | Malabo                                                                       | Guinea Equatoriale                                                           | 1 – 0                                                                        | Sudan del Sud                                                                | Qual. Mondiali 2022                                                          | -                                                                            | 80’                                                                          |
| 9-10-2019                                                                    | Omdurman                                                                     | Sudan del Sud                                                                | 2 – 1                                                                        | Seychelles                                                                   | Qual. Coppa d'Africa 2021                                                    | -                                                                            |                                                                              |
| 12-11-2020                                                                   | Kampala                                                                      | Uganda                                                                       | 1 – 0                                                                        | Sudan del Sud                                                                | Qual. Coppa d'Africa 2021                                                    | -                                                                            | 80’                                                                          |
| Totale                                                                       |                                                                              | Presenze                                                                     | 4                                                                            |                                                                              | Reti                                                                         | 0                                                                            |                                                                              |